# Indra Nooyi
Indra Krishnamurthy Nooyi, née le 28 octobre 1955 à Madras, est une femme d'affaires indienne et américaine. Elle est présidente-directrice-générale du groupe PepsiCo de 2006 à 2018.

## Biographie
Née à Madras en Inde, Indra Nooyi est diplômée de l'Institut indien de management de Calcutta et de la faculté de commerce de l'université Yale, dans le Connecticut.
Elle commence sa carrière comme gestionnaire de produits chez Johnson & Johnson en Inde avant d'intégrer le Boston Consulting Group en conseil en stratégie. Elle exerce aussi des fonctions dans le management de Motorola et d'Asea Brown Boveri. 
Elle dirige l'achat de Tropicana en 1998 et la fusion en 2001 avec Quacker Oats Co.
En mai 2001, Indra Nooyi devient présidente et directrice financière du groupe PepsiCo. Elle est la première femme à occuper ce poste et la première à ne pas être née aux États-Unis. 
Le 14 août 2006, elle est choisie pour devenir, le 1er octobre suivant, la cinquième présidente du groupe, en succédant à Steven Reinemund.
Début août 2018, le groupe PepsiCo annonce le départ d'Indra Nooyi. Elle sera remplacée le 3 octobre par Ramon Laguarta. Elle reste cependant présidente du conseil d'administration jusqu'au début de l'année 2019, afin d'assurer la transition. Durant sa présidence, le chiffre d'affaires de l'entreprise a progressé de 80 % ; PepsiCo vaut ainsi 160 milliards de dollars en bourse et compte 263 000 employés.

## Vie personnelle
Indra est mariée à Raj K. Nooyi, président d'AmSoft Systems, depuis 1981. 
Indra Nooyi est mère de deux filles et réside à Greenwich, dans le Connecticut.

## Distinctions
En 2005, le Wall Street Journal l'inclut dans la liste des cinquante femmes à suivre. 
Dans la liste des 100 femmes les plus puissantes au monde établie par le magazine Forbes, elle est classée successivement quatrième en 2006, cinquième en 2007, troisième en 2008 et en 2009, sixième en 2010, quatrième en 2011, douzième en 2012 et dixième en 2013.
- 2021 : cérémonie d'admission au National Women's Hall of Fame[12].

Elle a obtenu plusieurs doctorats honoris causa :
- 2017 : université Brown [13]
- 2019 : université Yale[14]